# Sázava (Nový Rychnov)
Sázava (německy Sasau) je vesnice, část obce Nový Rychnov v okrese Pelhřimov. Nachází se 2 km na severovýchod od Nového Rychnova. V roce 2009 zde bylo evidováno 91 adres.

## Etymologie
Jméno „Sázava“ vzniklo ze slovesa „sázeti“ a znamenalo řeku sázející se – usazující se.[zdroj?]

## Historie
V historických pramenech se připomíná Sázava kolem roku 1343, kdy náležela k panství řečickému.
Celé řečické panství mělo značnou rozlohu, čítalo 93 osad a 4 města (Řečici, Pelhřimov, Rychnov a
Vyskytnou), měřilo asi 370 km čtverečních.[zdroj?] Převažovalo zde české osídlení. Bylo to za arcibiskupa
pražského Arnošta z Pardubic (1343-1364). V roce 1415 byla Sázava prodána Jankovi z Chotěmic. V té době měla asi 8 lánů a bylo zde 14 usedlých rodin. Z jednoho lánu se platila královská berně 2 kopy a 36 grošů. Jména usedlíků například: Ježek 1/4 lánu, Jan 1/2 lánu, Matěj 1 lán, Pešek (biskupský hajný) 1/4 lánu, Blažej 1/4 lánu. V té době měl jeden lán v dnešních mírách rozlohu asi 18 ha.

## Pamětihodnosti
- Boží muka

## Další fotografie

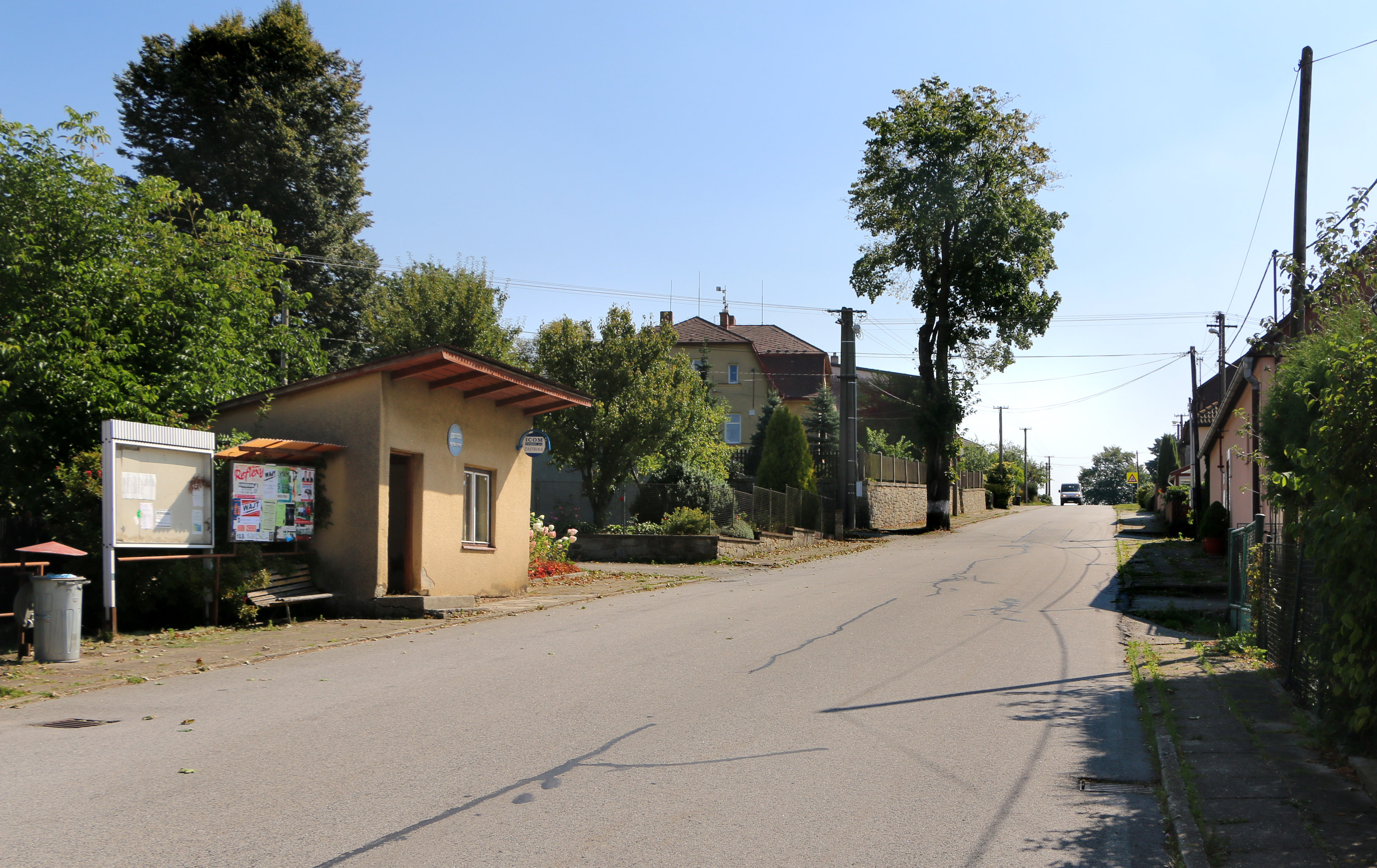
Autobusová zastávka
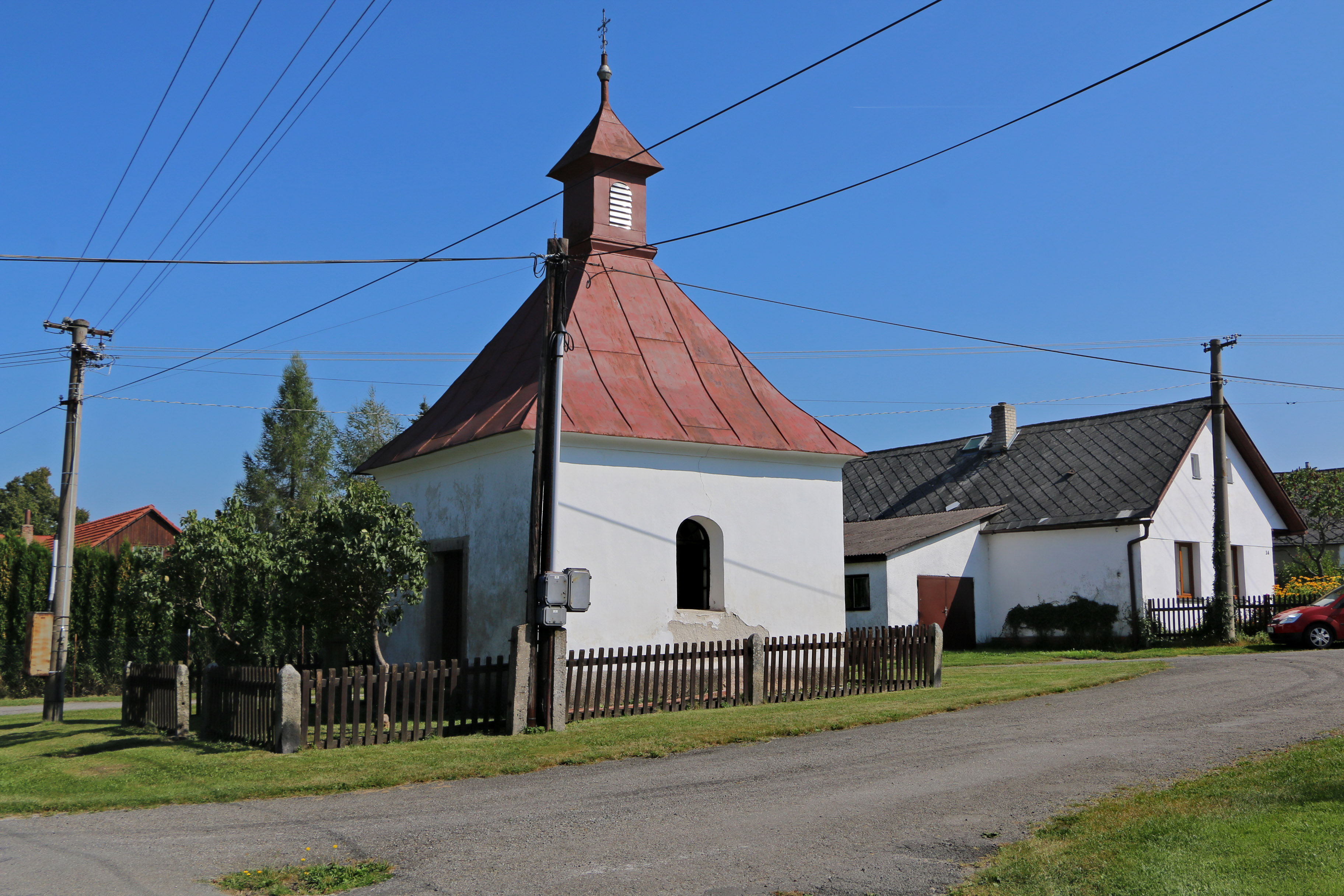
Kaple na malé návsi
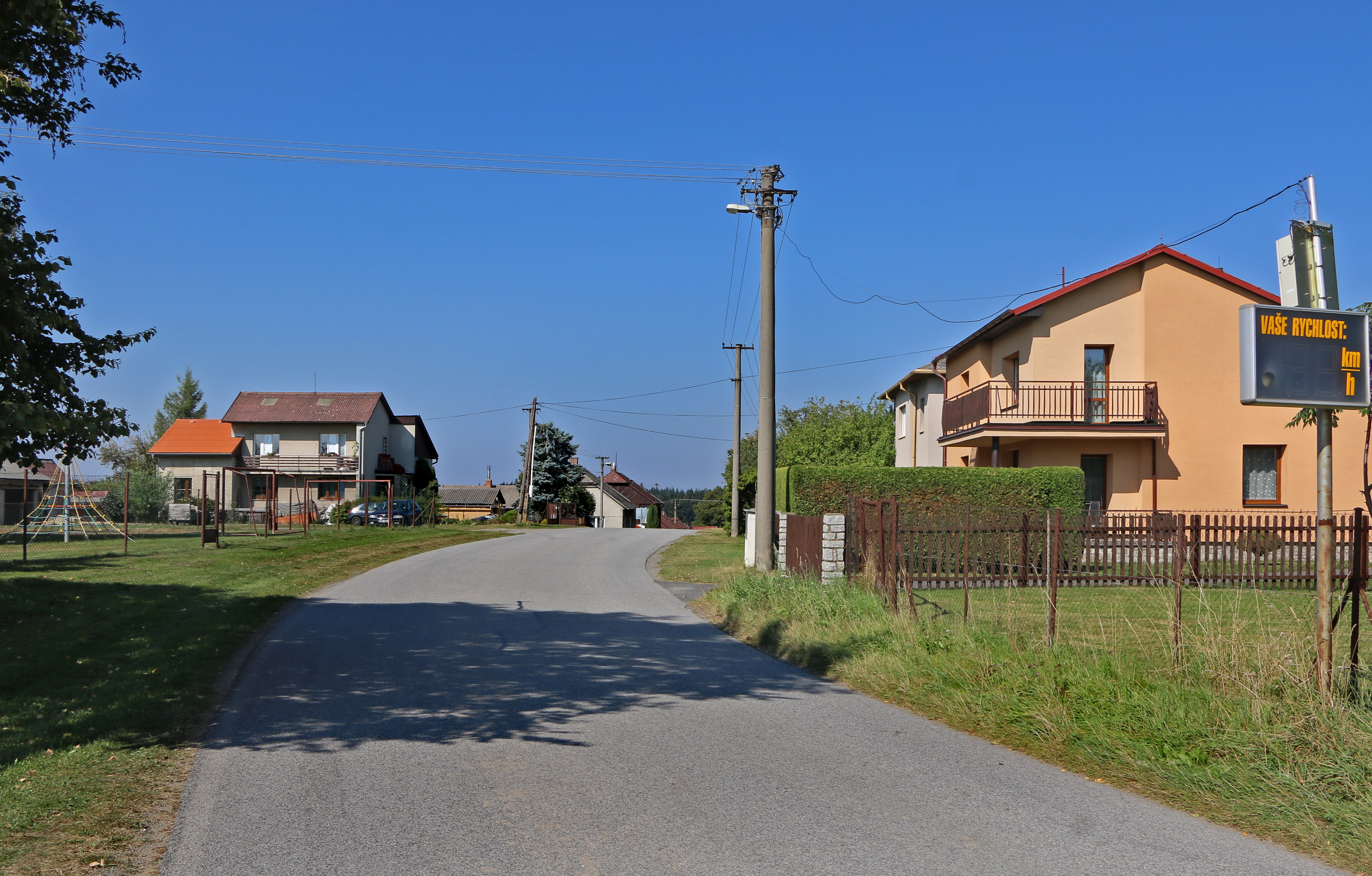
Východní část vesnice